# Theo Hardeen

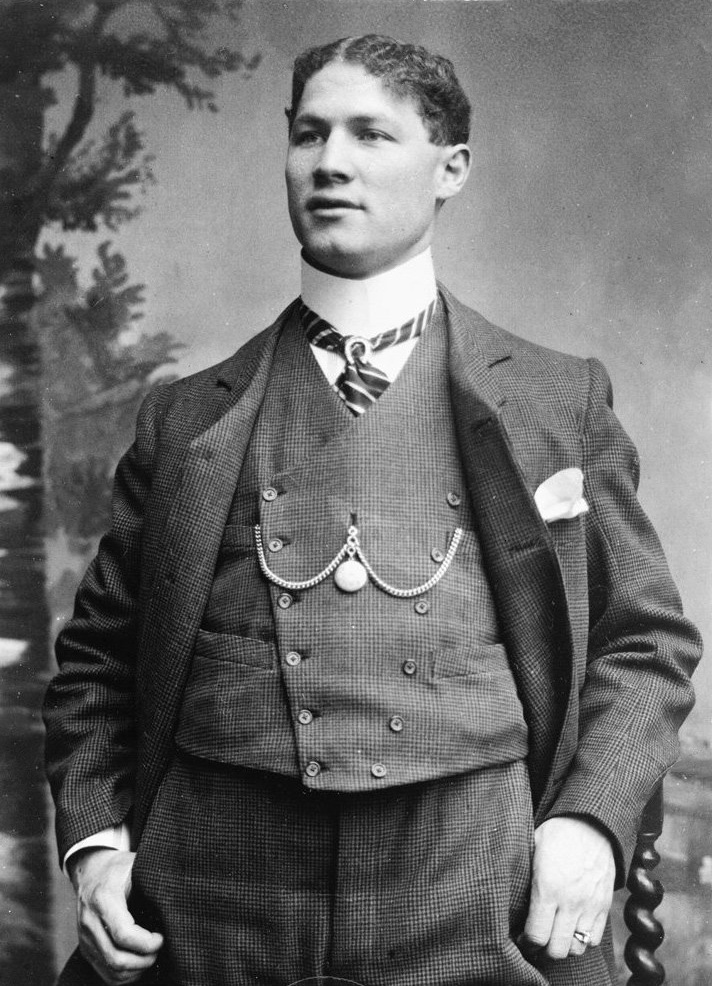
Hardeen c. 1905

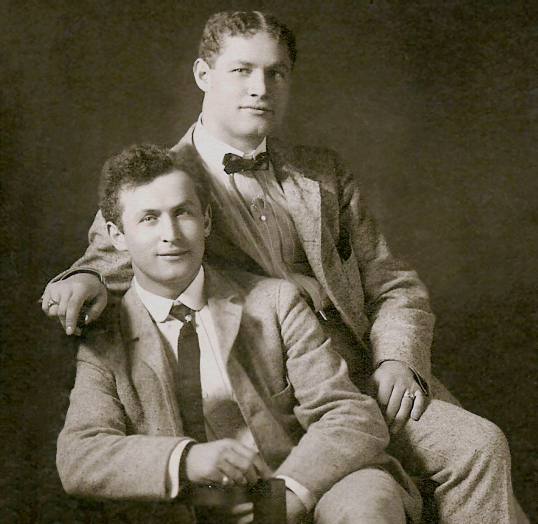
Hardeen med sin bror c. 1901

Theo Hardeen (egentligen Theodore Weisz), född 4 mars 1876 i Budapest, Ungern, död 12 juni 1945 i USA, var yngre bror till den kände utbrytarkungen Harry Houdini. Theo var som sin bror Harry utbrytningsartist och därtill magiker, grundare av Magician's Guild. Han kom till Sverige bara en gång, i juli år 1901.[källa behövs]